# Orde van Ramkeerati
De Orde van Voorbeeldige Bereidheid Ramkeerati,in het Thai "เครื่องราชอิสริยาภรณ์อันเป็นสิริยิ่งรามกีรติ ลูกเสือสดุดีชั้นพิเศษ", in het Engels "The Order of Symbolic Propitiousness Ramkeerati - Boy Scout Citation Medal (Special Class" werd in 1987 door Rama IX ingesteld. De koning bestemde de orde voor diegenen die ten minste vijf jaar scouting in Thailand hebben gesteund en gediend.
Om voor deze exclusieve, want als een commandeurskruis om de hals gedragen, orde in aanmerking te komen moet men de Medaille van Eervolle Vermelding van Vajira Eerste Klasse hebben ontvangen.
Anders dan aan de andere Thaise orden mogen de leden in de Orde van Ramkeerati geen letters achter hun naam plaatsen.

## Versierselen
De decoratie heeft een enkele graad en wordt om de hals gedragen.
Het ovale kleinood is tweeënhalve centimeter breed en drieënhalve centimeter hoog. Op de voorzijde staat een zilveren tijgerkop met een drietand op een blauw geëmailleerde achtergrond. Daaromheen zijn gouden en zilveren stralen geplaatst. Op de gouden keerzijde staat het gekroonde symbool van de internationale padvinderij. Het lint is geel met een zwart-witte bies.

baton van de Orde